# 春日出入口 (愛知県)

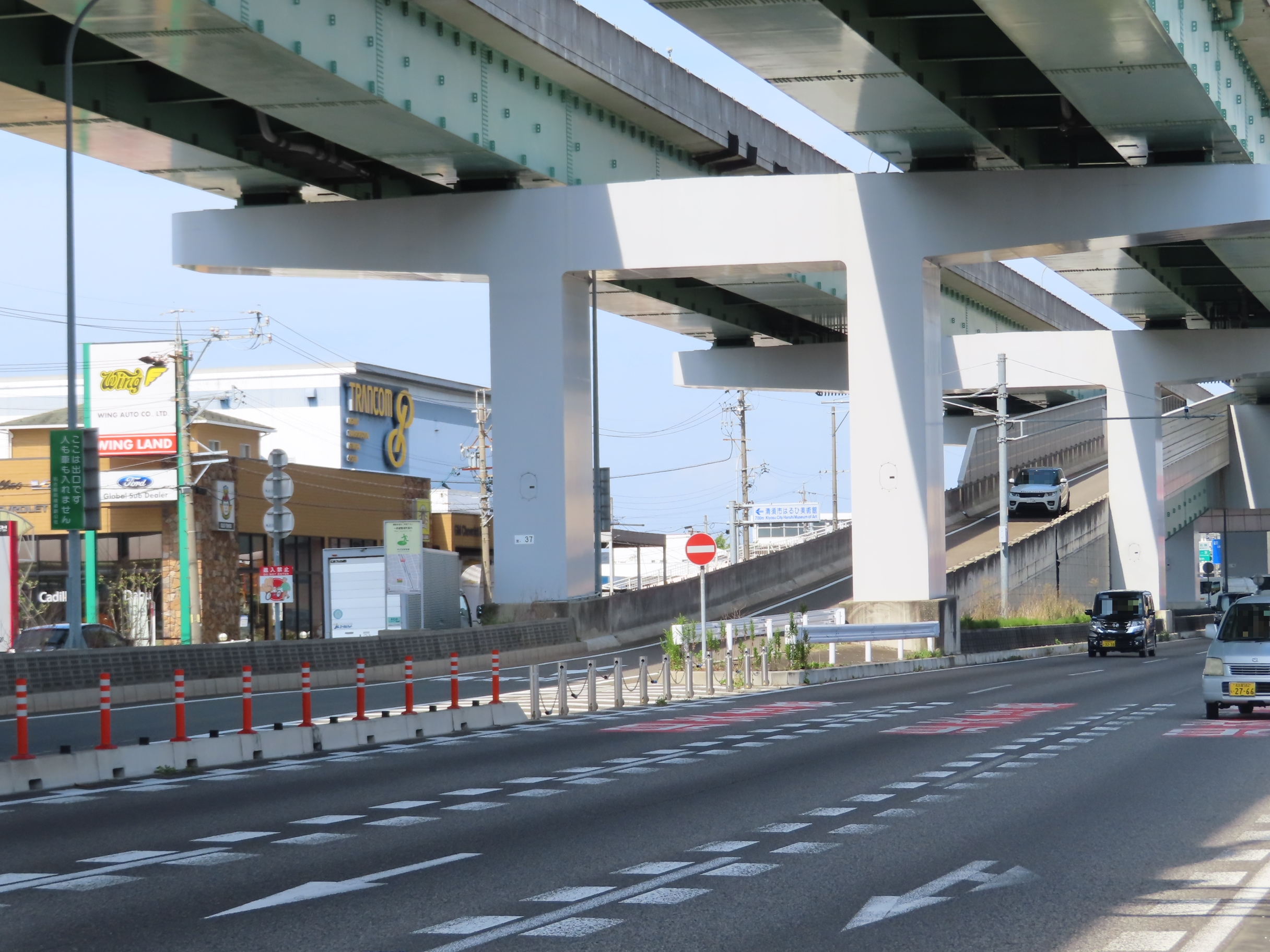
春日出口の一般道路（国道22号）との合流部（2021年10月）

春日出入口（はるひでいりぐち）は、愛知県清須市にある名古屋高速道路16号一宮線のインターチェンジである。一宮中入口・名神高速道路方面のみ出入りが可能なランプである。

## 道路
- 名古屋高速16号一宮線

## 接続する道路
- 名岐バイパス（国道22号）

## 歴史
- 2005年（平成17年）2月11日 - 開業。

## 備考
- 入口・出口共に料金所なし

## 周辺
- 清須市春日支所
- 清洲駅
- 北名古屋市健康ドーム

## 隣
名古屋高速16号一宮線
(17‐1)清洲JCT - (1601,1611)春日出入口 - (1602,1612)西春出入口